# カレリア戦線
カレリア戦線（ロシア語: Карельский фронт、カレリア方面軍、もしくはカレリア正面軍とも）は、第二次世界大戦中（独ソ戦初期から後半まで）にソ連北西部、極圏及びカレリア地域に設置された赤軍の方面軍級部隊である。

## 概要
1941年9月1日、8月23日付最高司令部スタフカの命令に基づき、北部戦線は、レニングラード戦線とカレリア戦線に分割された。当初の編成は、バレンツ海からラドカ湖までの間、極圏とカレリアで戦っていた第7軍、第14軍、その他の独立部隊だった。また、北洋艦隊が戦線の作戦統制下に入った。同年9月、第7軍は、第7独立軍に改称され、スタフカ直轄となった。1941年中、戦線は、極圏とカレリアで防勢作戦を展開し、敵を停止させた。
1942年1月〜5月、メドジェージェゴルスク、ケステニグ、ムルマンスク方面で局地攻勢を実施。1942年中盤までに、カンダラクシュスク、ケミ、マセリ及びメドヴェージェゴルスク作戦集団に基づき、第19軍、第26軍、第32軍が編成され、同年末までに、戦線空軍に基づき、第7航空軍が編成された。
1944年2月、スヴィリ川を防衛していた第7独立軍がカレリア戦線に復帰した。同年6月〜8月、カレリア戦線は、レニングラード戦線、バルト艦隊、ラドガ小艦隊及びオネガ小艦隊と協同で、ヴイボルグ・ペトロザヴォーツク戦略作戦を実施した。10月、北洋艦隊と協同で、ペツァム・キルケネス戦略作戦を行い、極圏とカレリアを解放し、ノルウェー及びフィンランドとの国境を回復した。
1944年11月15日、11月7日付参謀本部令に基づき解散。配下部隊は、他の2個戦線に移管された。指揮機関は極東に移り、1945年、極東ソビエト軍沿海集団（後に第1極東戦線）の基盤となった。

## 編制
- 第7軍 - 1941年9月1日から。1941年9月〜1944年2月、スタフカ直轄
- 第14軍 - 1941年9月1日から
- 第19軍 - 1942年に編成
- 第26軍 - 1942年に編成
- 第32軍 - 1942年に編成
- 第7航空軍 - 1942年に編成

## 指揮官
司令官
1. ワレリアン・フロロフ中将（1941年9月〜1944年2月）
2. キリル・メレツコフ上級大将（1944年2月〜11月）

軍事会議議員
1. A.ジェルトフ軍団委員（1941年9月〜1942年7月）
2. G.クプリヤノフ師団委員（1942年7月〜11月）
3. P.バトラコフ師団委員（1942年11月〜1944年2月）
4. テレンチー・シュトィコフ中将（1944年2月〜11月）

参謀長
1. L.スクヴィルスキー大佐（1941年9月〜1943年5月）
2. B.ピガレヴィッチ少将（1943年5月〜1944年8月）
3. A.クルチコフ中将（1944年9月〜11月）